# Hronec
Hronec est un village de Slovaquie situé dans la région de Banská Bystrica.

## Histoire
Première mention écrite du village en 1357.

## Démographie

### Évolution de la population
| Année:               | 1994. | 2004.   | 2014.   | 2024.   |
| -------------------- | ----- | ------- | ------- | ------- |
| Nombre de personnes: | 1159  | 1162    | 1220    | 1121    |
| Différence:          |       | +0,25 % | +4,99 % | -8,11 % |

| Année:               | 2023. | 2024.   |
| -------------------- | ----- | ------- |
| Nombre de personnes: | 1137  | 1121    |
| Différence:          |       | -1,40 % |